# Fulko III Czarny
Fulko III Czarny (Nerra) (ur. w 972, zm. 21 czerwca 1040 w Metz) – hrabia Andegawenii, syn hrabiego Godfryda I Szarej Opończy i Adeli, córki hrabiego Roberta de Meaux. Właściwy twórca potęgi rodu andegaweńskiego.

## Życiorys
Miał 15 lat, kiedy objął władzę nad hrabstwem po śmierci swojego ojca. Miał gwałtowny temperament, jednocześnie był bardzo pobożny. Wykazywał się jednocześnie niespotykanym okrucieństwem i dewocyjną wręcz pobożnością. Jednym z najsłynniejszych dowodów jego okrucieństwa było spalenie na stosie żony, Elżbiety z Vendome, którą w grudniu 999 r. przyłapał na zdradzie. Elżbieta spłonęła w swojej ślubnej sukni.
Fulko odbył trzy pielgrzymki do Ziemi Świętej - w 1002, 1008 i 1038 r. W 1007 r. wybudował wielkie opactwo w Beaulieu-lès-Loches. Cały czas prowadził wojny z książętami Bretanii i hrabiami Blois. Dla ochrony swoich terytoriów od Vendôme do Angers i od Angers do Montrichard wybudował przeszło 100 zamków, donżonów i opactw, takich jak Château-Gontier, Loches i Montbazon. Zbudowany przezeń zamek w Langeais w 990 r. był jednym z pierwszych murowanych zamków w Europie.

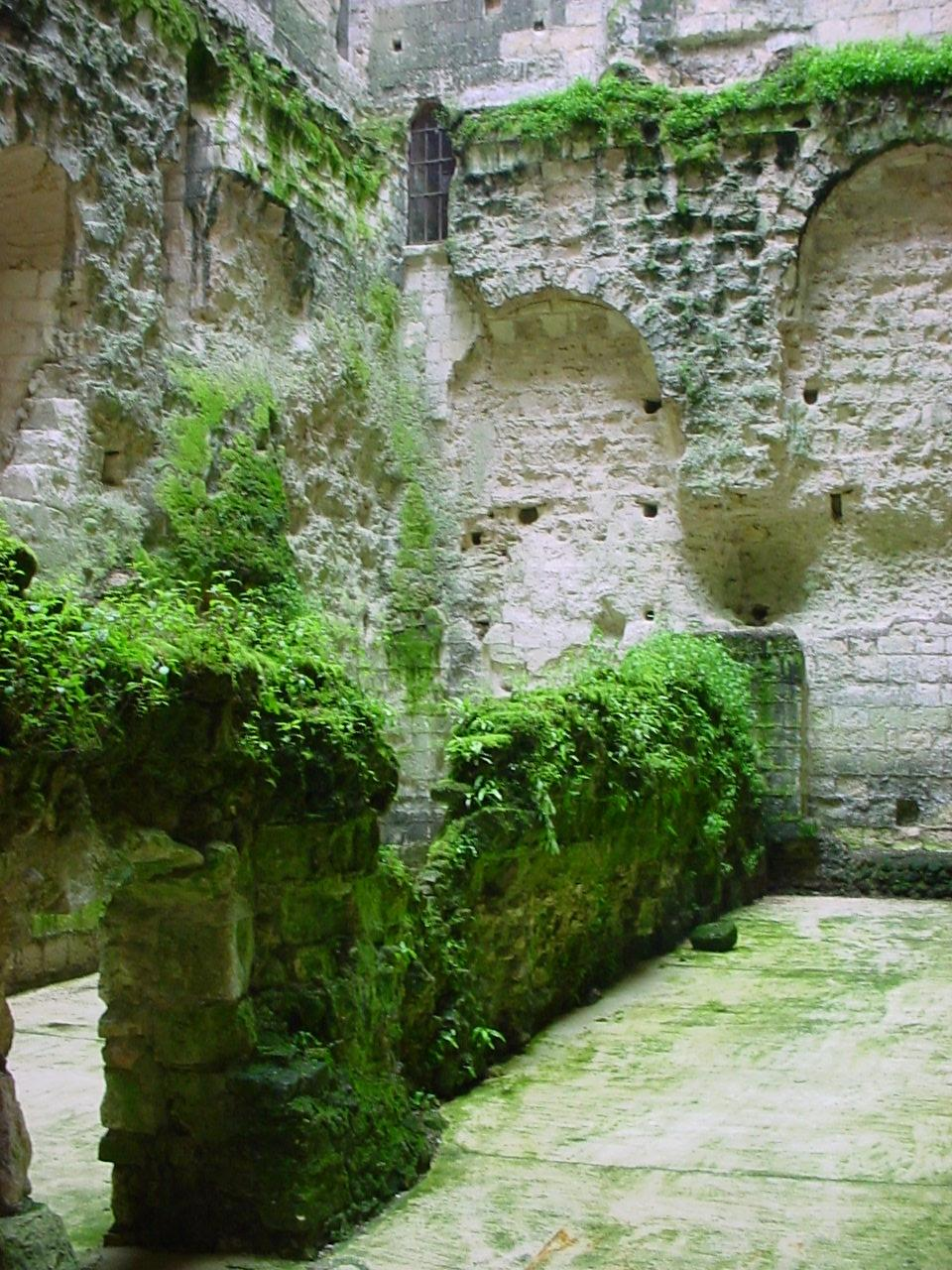
Ruiny zamku Fulka w Loches

Prowadził nieustanne wojny z Bretanią o hrabstwo Rennes. 27 czerwca 992 r. pokonał i zabił Conana I Bretońskiego pod Conquereuil. Zwycięstwo to pozwoliło mu rozciągnąć swoją władzę nad hrabstwa Maine i Turenię.
Wkrótce potem ambicje Andegawena spotkały się z równie wielkimi amibcjami hrabiego Odona II z Blois. Kiedy Fulko przebywał w Ziemi Świętej, Odon zajął większą część Turenii. Po powrocie Fulko sprzymierzył się z królem Francji Robertem II Pobożnym. 6 lipca 1016 r. pokonał Odona pod Pontlevoy. Zwycięstwo nie przyszło jednak łatwo. Na początku bitwy zginął andegaweński chorąży, a pod Fulkiem ubito konia i hrabia o mało co nie dostał się do niewoli. O zwycięstwie przesądził atak sojusznika Fulka, hrabiego Herberta I z Maine.
W 1025 r. Fulko zdobył i zniszczył miasto Saumur, gdzie znajdowały się relikwie św. Florencjusza. Fulko zawołał wówczas: Święty Florencjuszu! Pozwól miastu spłonąć. Zbuduję ci lepszy dom w Angers. Jednak podczas transportu relikwii z Saumur do Angers pojawiły się trudności i zdenerwowany Fulko uznał świętego za niegodnego Angers odsyłając jego relikwie z powrotem do Saumur.
Fulko zmarł w Metzu podczas powrotu z trzeciej pielgrzymki do Ziemi Świętej. Został pochowany w kaplicy ufundowanego przez siebie klasztoru w Beaulieu-lès-Loches.
Jego pierwszą żoną była jego kuzynka, Elżbieta z Vendôme (zm. grudzień 999), córka hrabiego Vendôme Burcharda I i Elżbiety de Melun, córki Aimona, hrabiego Corbeil. Elżbieta została przez Fulka stracona za zdradę. Fulko miał z nią jedną córkę, Adelę, żonę Bodona z Nevers.
Jego drugą żoną została w 1001 r. Hildegarda z Sundgau (zm. 1 kwietnia 1046). Fulko miał z nią syna i córkę:
- Godfryda II Martela (14 października 1006 - 14 listopada 1060), hrabia Andegawenii
- Ermengardę (zm. 18 marca 1076), żona Godfryda Ferréola, hrabiego Gatinais, i księcia Burgundii Roberta I, matka hrabiego Godfryda III i hrabiego Fulka IV